# Josip Reić
Josip Reić (Spalato, 24 luglio 1965) è un ex canottiere croato, che rappresentò la Jugoslavia nelle competizioni internazionali.
Ha partecipato ai giochi della XXII Olimpiade, ottenendo la medaglia di bronzo nel due con.

## Palmarès
| Anno | Manifestazione  | Sede  | Evento  | Risultato |
| ---- | --------------- | ----- | ------- | --------- |
| 1980 | Giochi olimpici | Mosca | Due con | Bronzo    |